# 8424 Toshitsumita
8424 Toshitsumita (1997 CP) là một tiểu hành tinh vành đai chính được phát hiện ngày 1 tháng 2 năm 1997 bởi T. Kobayashi ở Oizumi.